# Daranak
Daranak (in armeno Դարանակ?) è un comune dell'Armenia di 161 abitanti (2009) della provincia di Gegharkunik, fondato nel 1921.